# Issei Nishikawa

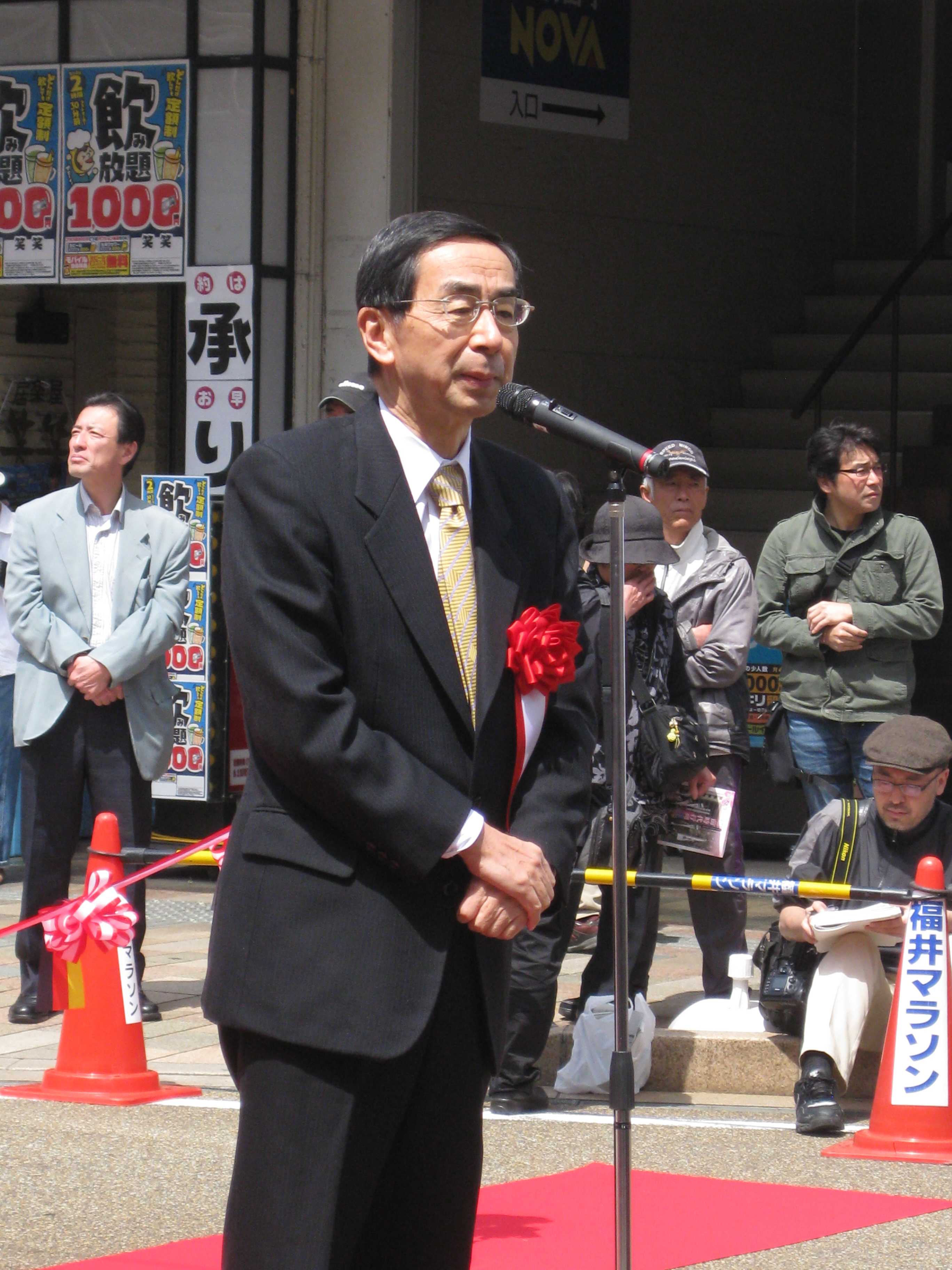
Issei Nishikawa

Issei Nishikawa (jap. 西川 一誠 Nishikawa Issei, eigentlich Nishikawa Kazumi; * 2. Januar 1945 in Asahi (heute: Echizen), Präfektur Fukui) ist ein japanischer Politiker und war von 2003 bis 2019 für vier Amtszeiten Gouverneur von Fukui.
Nishikawa absolvierte 1968 sein Studium an der rechtswissenschaftlichen Fakultät der Universität Kyōto und wurde anschließend Beamter im Ministerium für Selbstverwaltung, wo er Ende der 1980er Jahre in Leitungspositionen aufstieg. Zuletzt war er ab 1992 Leiter der Planungsabteilung (kikaku-ka), ab 1994 stellvertretender Leiter des Sekretariats des Ministers für Staatsland. 1995 wurde er unter Yukio Kurita Vizegouverneur der Präfektur Fukui.
Als Kurita sich 2003 nach vier Amtszeiten zurückzog, bewarb sich Nishikawa bei den einheitlichen Regionalwahlen im April um die Nachfolge, erhielt rund 53 % der Stimmen und konnte den ehemaligen Diplomaten Bundō Takagi und den Kommunisten Tomoichirō Yamakawa schlagen. 2007 und 2011 wurde er als De-facto-Allparteienkandidat jeweils nur gegen einen kommunistischen Gegenkandidaten klar für vier weitere Jahre im Amt bestätigt. Wie bereits unter Vorgänger Kurita z. B. nach dem Zwischenfall im schnellen Brüter Monju ist die Nuklearsicherheit besonders nach Unfällen ein wiederkehrendes Thema seiner Wahlkämpfe, da Fukui die Präfektur mit den meisten Kernreaktoren (15) im Land ist.
Bei der Gouverneurswahl 2019 unterlag Nishikawa dem von der nationalen LDP unterstützten Tatsuji Sugimoto, von 2013 bis 2016 Vizegouverneur unter Nishikawa.